# Christopher Villiers
Christopher Francis Villiers (Londen, 7 september 1960) is een Brits acteur, filmproducent, filmregisseur en scenarioschrijver.

## Biografie
Villiers werd geboren in Londen als zoon van een Royal Air Force commandant en zijn tweede vrouw, in een gezin van drie kinderen. Hij doorliep de middelbare school aan de Stowe School in Stowe.
Villiers begon in 1981 met acteren in de televisieserie The Gentle Touch, waarna hij nog meerdere rollen speelde in televisieseries en films. Hij is vooral bekend van zijn rol als Grayson Sinclair in de Britse televisieserie Emmerdale, waar hij in 97 afleveringen speelde (2006-2008).

## Filmografie

### Films
Uitgezonderd korte films.
- 2025 Argh and the Quest for the Golden Dragon Skull - als Co-Lin the Wizard
- 2024 RideBy - als dr. Marshall
- 2023 Widow Clicquot - als Nicolas Ponsardin
- 2023 Magic Mike's Last Dance - als Robert
- 2021 Silent Hours - als George Barton QC
- 2019 Lie of You - als Philip
- 2019 Fisherman's Friends - als Charles Montegue
- 2017 The Saint - als Arthur Templar
- 2017 The Last Photograph - als hoofdmeester
- 2017 Birds Like Us - als Graven
- 2015 Chasing Robert Barker - als Robert Barker
- 2014 Seven Lucky Gods - als Adrian
- 2013 When Calls the Heart - als mr. Thatcher
- 2012 The Knot - als mr. Giddings
- 2011 Land Gold Women - als Timothy James
- 2010 Triassic Attack - als universiteit-president Richmond Keller
- 2010 The Shouting Men - als Christopher
- 2009 From Time to Time - als officier
- 2006 Kidulthood - als mr. Fineal
- 2005 Julian Fellowes Investigates: A Most Mysterious Murder - The Case of George Harry Storrs - als Robert Innes
- 2002 Two Men Went to War - als dr. Oliver Holmes
- 2002 Bloody Sunday - als majoor Steele
- 2001 The Hunt - als Tim Humphries
- 1998 Sliding Doors - als Steve
- 1996 Princess in Love - als kapitein James Hewitt
- 1996 Sharpe's Siege - als kolonel Horace Bampfylde
- 1996 The Little Riders - als tweede luitenant Muller
- 1995 First Knight - als Sir Kay
- 1993 The Marshal - als openbaar aanklager
- 1991 Miss Marple: They Do It with Mirrors - als Alex Restarick
- 1988 Coppers - als Jetta
- 1987 A Hazard of Hearts - als kapitein Jackson
- 1984 Top Secret! - als Nigel
- 1982 The Scarlet Pimpernel - als Lord Anthony Dewhurst

### Televisieseries
Uitgezonderd eenmalige gastrollen.
- 2022 The Crown - als admiraal Woodard - 2 afl.
- 2018 The ABC Murders - als sir Carmichael Clarke - 3 afl.
- 2015-2018 Hetty Feather - als kolonel Brigwell - 18 afl.
- 2016 Indian Summers - als Wilson-Hutchinson - 2 afl.
- 2009 Collision - als Keith Fowler - 4 afl.
- 2006-2008 Emmerdale - als Grayson Sinclair - 97 afl.
- 2004-2005 Mile High - als kapitein Nigel Croker - 24 afl.
- 2002 Family Affairs - als Harry Wakeman - 5 afl.
- 2002 The Vice - als superintendent Archer - 3 afl.
- 2000 Big Meg, Little Meg - als Terry - 4 afl.
- 1999 Forgotten - als Andrew Cannon - 3 afl.
- 1997-1999 Midsomer Murders - als David Whitely - 2 afl.
- 1998 The New Adventures of Robin Hood - als Lord Nicholas Beacon - 2 afl.
- 1997 Faith in the Future - als Harry - 7 afl.
- 1991 We Are Seven - als dr. Jonathan Wright - 7 afl.
- 1990 Little Sir Nicholas - als William Randle - 6 afl.
- 1989 Capstick's Law - als Jonty Capstick - 6 afl.
- 1987 The Bretts - als Christopher - 2 afl.
- 1985-1986 Mog - als Oliver - 13 afl.
- 1984 Casualty - als mr. Lewis - 2 afl.
- 1983 Mansfield Park - als Tom Bertram - 5 afl.
- 1983 Sweet Sixteen - als Peter Morgan - 6 afl.
- 1983 Doctor Who - als Hugh - 2 afl.
- 1982 Young Sherlock: The Mystery of the Manor House - als Jasper Moran - 8 afl.

### Filmproducent
- 2018 Snow for Water - korte film
- 2014 Four Tails - korte film
- 2010 Mathilde of Bayeux - korte film
- 2009 Postcards from the Front - korte film
- 2007 Two Men Went to War - film

### Filmregisseur
- 2018 Snow for Water - korte film
- 2014 Four Tails - korte film
- 2010 Mathilde of Bayeux - korte film
- 2009 Postcards from the Front - korte film
- 2007 Shotgun Wedding - korte film

### Scenarioschrijver
- 2018 Snow for Water - korte film
- 2010 Mathilde of Bayeux - korte film
- 2009 Postcards from the Front - korte film
- 2007 Shotgun Wedding - korte film
- 2002 Two Men Went to War - film

- Biblioteca Nacional de España: XX5255679
- International Standard Name Identifier: 0000 0003 6644 3130
- Library of Congress Control Number: no2009115820
- Nationale Bibliotheek van Israël: 987007462242405171
- Virtual International Authority File: 230845662
- WorldCat: E39PBJppyG8TJKGbMjbJKr7JXd